# 猪狩賢二
猪狩 賢二（いがり けんじ、1978年8月21日 - ）は、日本の俳優である。千葉県出身。身長170cm。血液型A型。趣味はサーフィン。特技は殺陣。

## 出演

### テレビドラマ
- 新撰組!（2004年1月11日 - 12月12日）（NHK） - 中西昇 役
- H2〜君といた日々（2005年）（TBS）
- 柳生十兵衛七番勝負（NHK）
- 働きマン（2007年）（日本テレビ）第2話
- 甦った闇の死置人（2007年）（日本テレビ）
- 魔弾戦記リュウケンドー（テレビ東京） - 左京鐘一 役
- ゴゴドラ（2008年11月17日）（日本テレビ）
- 水戸黄門（TBS / C.A.L）
  - 水戸黄門第40部 第7話「引き裂かれた娘の友情 -平泉-」（2009年9月7日） - 望月誠四郎 役
  - 水戸黄門第43部 第12話「忠義に揺らぐ親子の絆 -亀山-」（2011年10月10日） - 板倉周防守重冬 役
- 必殺仕事人2009（2009年4月17日）（ABC・テレビ朝日）第12話 - 銀次郎 役
- 新・警視庁捜査一課9係（テレビ朝日）第4話 - 山井大輔 役
- 女刑事・音道貴子〜凍える牙（テレビ朝日）（2010年1月30日） - 菅原琢磨 役
- サラリーマン金太郎2（2010年2月5日・12日）（テレビ朝日）第5・6話 - 寺地 役
- 相棒 season8（テレビ朝日）（2010年3月10日）最終話 - 係長 役
- 警視庁失踪人捜査課（2010年4月30日・5月7日）（ABC・テレビ朝日）Case3 - 杉田稔 役
- ドラマスペシャル女刑事・音道貴子 凍える牙（2010年6月22日）（テレビ朝日） - 菅原琢磨 役
- 土曜ワイド劇場 （テレビ朝日）
  - 骨が語る衝撃の真実!人類学者・岬久美子の殺人鑑定（2010年9月4日） - 生田昇 役
  - ショカツの女5（2011年1月15日） - 小松則行 役
  - 西村京太郎トラベルミステリー 生死を分ける転車台（2011年7月23日） - 沢木敦司 役
  - 人類学者・岬久美子の殺人鑑定!死者を蘇らせるワインの謎!?（2011年8月6日） - 生田昇 役
  - 人類学者・岬久美子の殺人鑑定!光る肋骨と緑色の頭蓋骨の謎!（2013年3月2日） - 生田昇 役
  - 温泉若おかみの殺人推理 鹿児島指宿〜フルムーン旅行連続殺人!!（2013年5月4日） - 嶋田龍哉 役
  - 死を呼ぶ遺言!?ミニスカートの美人妻は2度死ぬ!!（2013年9月21日） - 生田昇 役
- ナサケの女〜国税局査察官〜（2010年11月11日）第4話 - 小田康夫 役
- CONTROL〜犯罪心理捜査〜（2011年2月1日）（フジテレビ）第4話 - 檜山聡 役
- ジウ 警視庁特殊犯捜査係（2011年7月 - 9月、テレビ朝日） - 倉持刑事 役
- 俺の空 刑事編（2011年10月 - 12月、テレビ朝日） - 石黒和明 役
- ステップファザー・ステップ（2012年1月 - 3月、TBS） - 吉村圭祐 役[1]
- Answer〜警視庁検証捜査官 第2話（2012年4月25日） - 柴崎龍一 役
- リアル脱出ゲームTV（2013年4月5日、TBS）
- リアル脱出ゲームTV3 Sky High（2013年8月14日、TBS）
- 刑事のまなざし 第9話（2013年12月2日、TBS） - 医師 役

### テレビ
- 世界ウルルン滞在記（毎日放送）2005年
- 全国美少年コンテスト（フジテレビ）
- トリハダ（秘）スクープ映像100科ジテン（テレビ朝日）2011年12月6日

### 映画
- 逆境ナイン（2005年） - 中々学園キャプテン 役
- アベックパンチ （2011年） - ニオガイ役

### 舞台
- 『タクラマカン』脚本：秦建日子
- 『Kiss Me You〜がんばったシンプー達へ〜』脚本・演出：藤森一朗（新宿 全労済ホールスペース・ゼロ）
- 『SAKURA』
- 『喀血!!銀玉高校応援団〜東京受験戦争篇〜』
- 『ロマンス』主演
- 『MOTHER マザー〜特攻の母 鳥濱トメ物語〜』（2010年5月）脚本・演出：藤森一朗（天王洲 銀河劇場）
- 『信長』（2010年8月）脚本・演出：藤森一朗（新宿 全労済ホールスペース・ゼロ）
- 『Kiss Me You〜がんばったシンプー達へ〜』（2013年5月）脚本・演出：藤森一朗（新国立劇場/小劇場）主演
- 『MOTHER マザー〜特攻の母 鳥濱トメ物語〜』（2013年12月）脚本・演出：藤森一朗（新国立劇場/小劇場）
- 『Kiss Me You〜がんばったシンプー達へ〜』（2015年5月）脚本・演出：藤森一朗（新宿 全労済ホールスペース・ゼロ）主演

### CM
- 明治製菓「うずまきアーモンド」（2004年9月 - 2005年1月）
- 佐川急便「プロのための、プロがいる。」（2013年4月12日-

### その他
- ライオンズ茅ヶ崎アイランズVP（2010年）
- マニュライフ生命保険企業広告（2010年）

### 雑誌
- Popteen（1995年 - 1997年）専属モデル